# Asedio de Ascalón
El Asedio de Ascalón tuvo lugar en 1153, consiguiendo el reino cruzado de Jerusalén conquistar la fortaleza fatimida de Ascalón.

## Trasfondo
Ascalón era la más poderosa de las fortalezas fronterizas del Egipto fatimida. En 1099 tuvo lugar a las afueras de la ciudad la batalla de Ascalón, que junto a la Caída de Jerusalén pusieron final a la Primera Cruzada. A pesar de la victoria de los cruzados, la fortaleza siguió en manos fatimidas debido a las disputas internas entre Godofredo de Bouillón y Raimundo IV de Tolosa. Desde allí, los fatimidas organizaban incursiones anuales contra el reino de Jerusalén, que desestabilizaban continuamente la frontera sur del reino cruzado.
Tras el fracaso de la Segunda Cruzada en 1148, Conrado III rey de germanos trató de sitiar la fortaleza, pero tuvo que retirarse al no recibir ningún apoyo ni de Jerusalén ni de los otros cruzados. Mientras tanto, Nur al-Din estaba uniendo los territorios al este y al norte de Jerusalén, gobernando tanto Mosul como Alepo, y su influencia se hacía sentir incluso en Damasco. En 1149 Nur al-Din derrotó al Principado de Antioquía en la Batalla de Inab, pero fue incapaz de conquistar todo el territorio de Antioquía. Tampoco fue capaz de penetrar en el Reino de Jerusalén, aunque si lo aisló por el norte y el este. Con un gobernante tan fuerte como Nur al-Din, el Reino de Jerusalén sólo podía intentar expandirse hacia el sur, contra Egipto.
En 1150, Balduino III de Jerusalén reconstruyó la ciudad en ruinas de Gaza, cuya defensa fue confiada a los Caballeros Templarios para intentar controlar las continuas incursiones desde Ascalón, a unas 10 millas al noreste. Desde la creación del Reino de Jerusalén se habían estado construyendo otras fortalezas para protegerse de los ataques desde Ascalón. El Castillo de Ibelín (Yibneh) estaba a 20 millas al noreste de Ascalón, cerca de la costa, el Castillo de Blanche Garde (Tell es safi) estaba a 15 millas al estenoreste, el Castillo de Gibelin (Bait Jibrin) estaba a 19 millas al este, y el Castillo de Montgisard estaba a 28 millas al noreste, cerca de Ramla.
Sin embargo, Jerusalén fue azotada por la guerra civil antes de poder planear su expansión. Balduino III era el heredero legal del reino, pero su madre la reina Melisenda de Jerusalén había estado gobernando como regente desde 1143. En 1152 Balduino III reclamó el control total del reino, consiguiéndolo después de varias escaramuzas. Además ese mismo año tuvo que hacer frente con éxito a una invasión turca del reino.

## Asedio de Ascalón

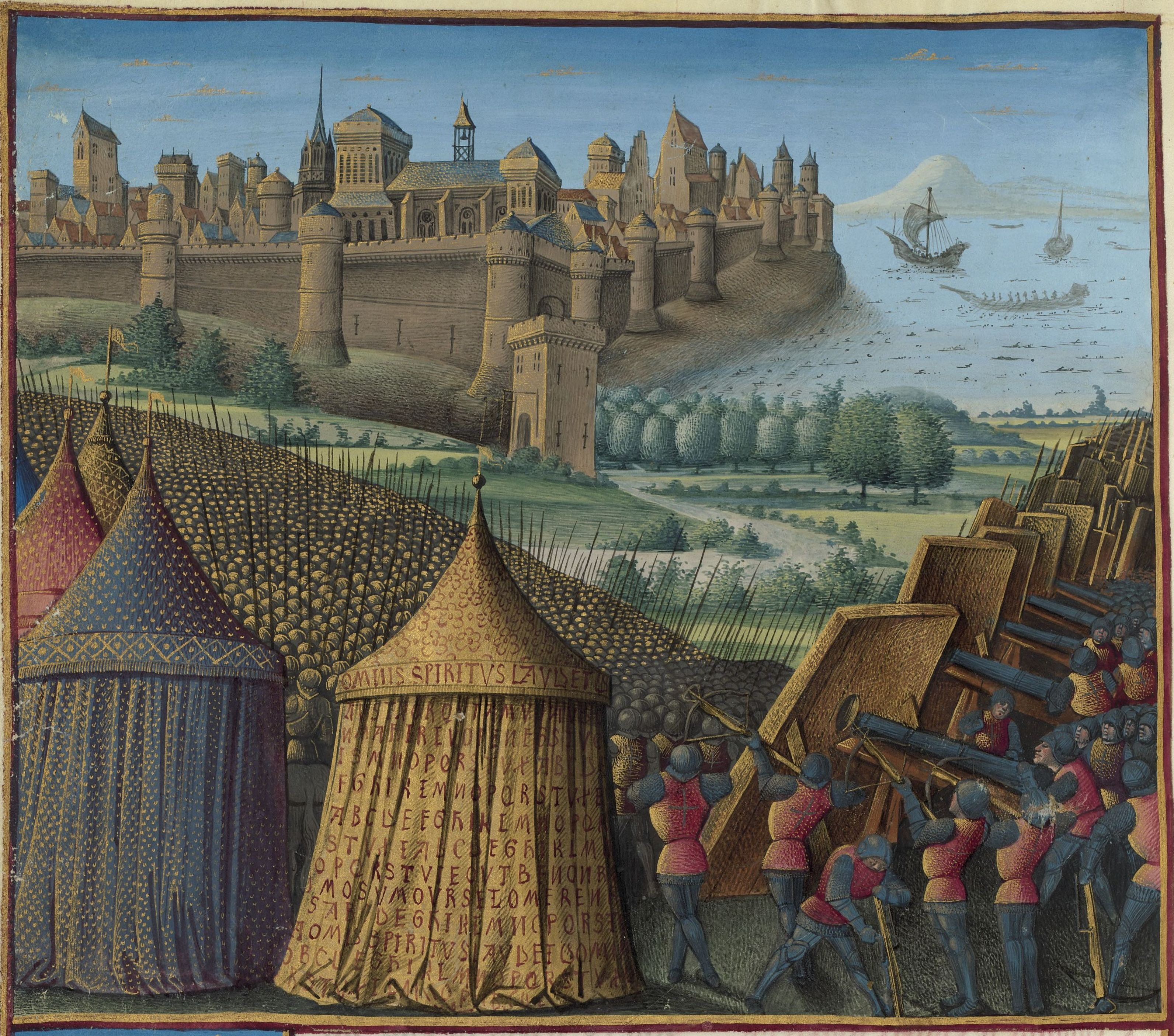
El sitio de Ascalón por Balduino III. Miniatura de los Passages d'outremer de Sébastien Mamerot, 1472-1475, Bibliothèque nationale de France.

Animado por sus victorias, en 1153 Balduino III decidió conquistar Ascalón. Marchó hacia la fortaleza con el ejército entero de Jerusalén, comenzando en enero con la destrucción de las plantaciones cercanas a la fortaleza. A la cabeza del ejército marchaba el Patriarca Fulco de Jerusalén portando la reliquia de la Santa Cruz, junto al maestre del Hospital Raymond du Puy, al maestre del Temple Bernardo de Tremelay, y los grandes nobles del reino como Hugo de Ibelín, Felipe de Milly, Hunfredo II de Torón y Reinaldo de Châtillon. El asedio se efectuó tanto por tierra como por mar, con una flota comandada por Gerardo de Grenier Señor de Sidón. También se unieron a ellos un numeroso grupo de peregrinos que iban camino a Jerusalén.
Se construyeron torres de asedio, y hubo escaramuzas durante cinco meses con derrotas y victorias en ambos bandos. Ascalón parecía inexpugnable, y detrás de sus puertas y muros prácticamente estaban el doble de defensores que de atacantes había fuera, además de contar con suficientes suministros como para aguantar el asedio durante años. En mayo la flota egipcia llegó hasta la ciudad reabasteciéndola, la pequeña flota de Gerardo de Sidón poco pudo hacer para detenerlos. Sin embargo en agosto se produjo un revés para los defensores de Ascalón al intentar incendiar una torre de asedio de los Cruzados. El viento propagó el fuego contra la ciudad, destruyéndose parte de la muralla.
Según Guillermo de Tiro, los Caballeros Templarios penetraron por la brecha antes de que Balduino III tuviera conocimiento del suceso, mientras que el Maestre del Temple, Bernardo de Tremelay, trataba de impedir que otros cruzados les siguieran al interior para evitar compartir el botín con el rey. Bernardo y cerca de cuarenta Templarios fueron reducidos y asesinados por la guarnición egipcia. Sus cuerpos fueron colgados de las murallas y sus cabezas enviadas al Sultán.
Un cronista de Damasco presenta una versión diferente del acontecimiento, mencionado el suceso de la brecha en el muro como el comienzo de la caída de la ciudad, aunque no hace ninguna mención al incidente con los Templarios. La crónica de Guillermo de Tiro es bastante discutible debido al odio que sentía hacia el Temple, y a la reacción desmesurada que en Europa produjeron estos acontecimientos. Lo que es indiscutible es que Bernardo de Tremelay murió durante el asedio.
La fatiga se apoderó de los Cruzados y muchos plantearon la posibilidad de abandonar el asedio. Sin embargo, tanto los Hospitalarios como el Patriarca convencieron al rey de la pronta caída de la ciudad. Tres días después un asalto consiguió forzar una de las entradas de la ciudad. El 19 de agosto los Cruzados tomaron la ciudad, rindiéndose la ciudadela tres días después. No hubo represalias contra la población civil, que mayoritariamente se embarcó hacia Egipto.

## Consecuencias
Aunque en principio Ascalón dependía del obispo de Belén, la diócesis fue entregada directamente al Patriarca de Jerusalén. La mezquita de la ciudad se convirtió en una iglesia, y la ciudad pasó a formar parte del Condado de Jaffa que fue entregado al hermano de Balduino III, Amalarico. El doble Condado de Jaffa y Ascalón llegaría a ser el señorío Cruzado más importante del Reino de Jerusalén, a veces gobernado por un poderoso noble y otras bajo control directo del rey.
La caída de Ascalón contribuyó a la caída del Califato Fatimí en Egipto. Amalarico sucedió a su hermano como Rey de Jerusalén en 1162, y organizó durante los años 1160 numerosas campañas desde Ascalón contra Egipto. Estas cruzadas contra Egipto fracasaron ya que Amalarico no pudo hacerse con el control del país. Irónicamente, condujeron a la unificación de Egipto y Siria bajo el mando de Saladino, que finalmente conquistó el Reino de Jerusalén en 1187.